# المركز الوطني للفنون (طوكيو)
المركز الوطني للفنون, طوكيو (باليابانية: 国立新美術館; بالإنجليزية: The National Art Center, Tokyo) هو متحف كبير في مدينة طوكيو في اليابان.
المركز، تبلغ مساحته 47,960 م², ويحتوي على مجموعات فنية من أعمال فنية من ثقافة اليابان في مختلف الحقب التاريخية.
المهندس المعماري للمركز كان كيشو كوروكاوا.

## معرض صور

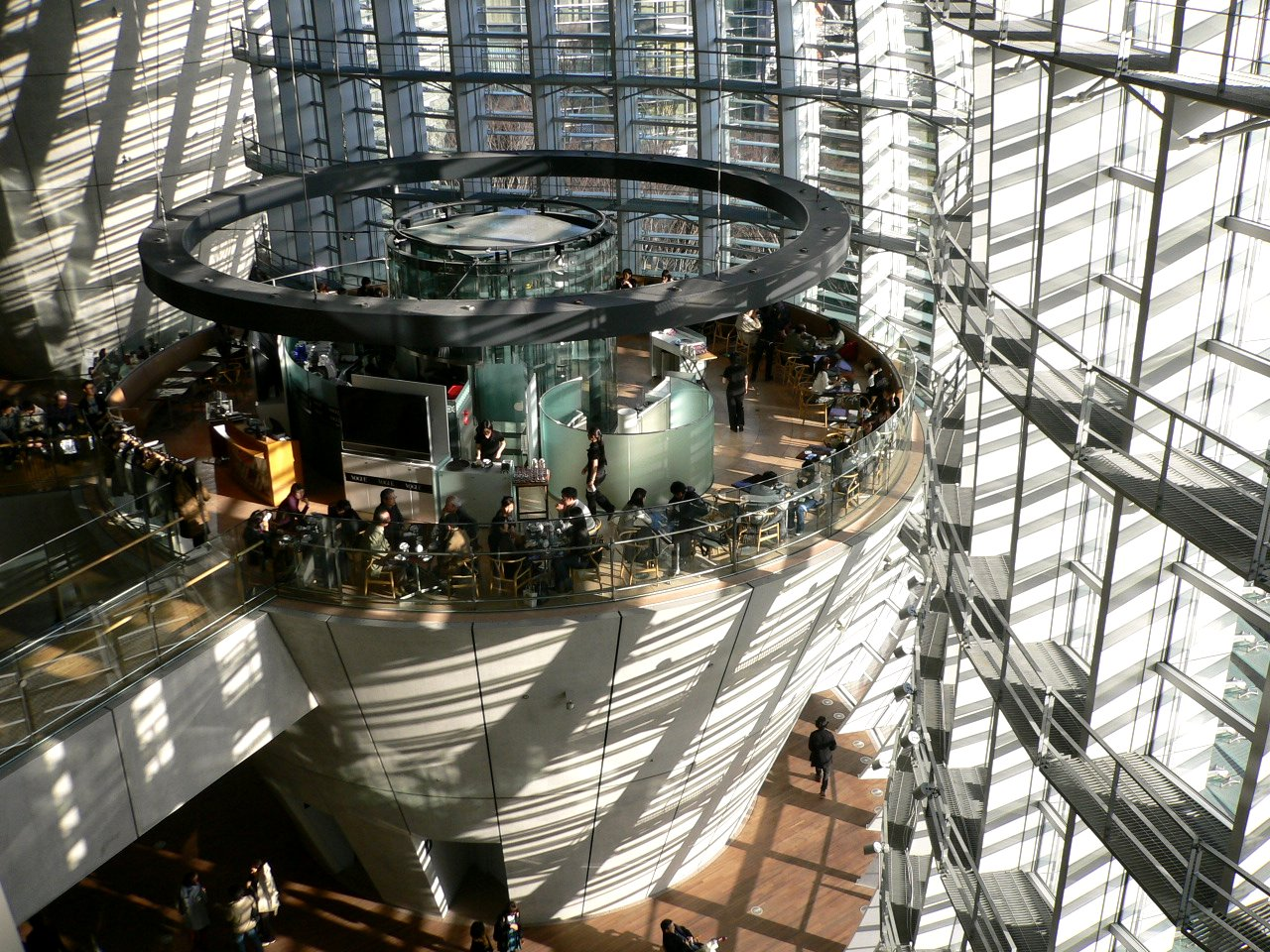
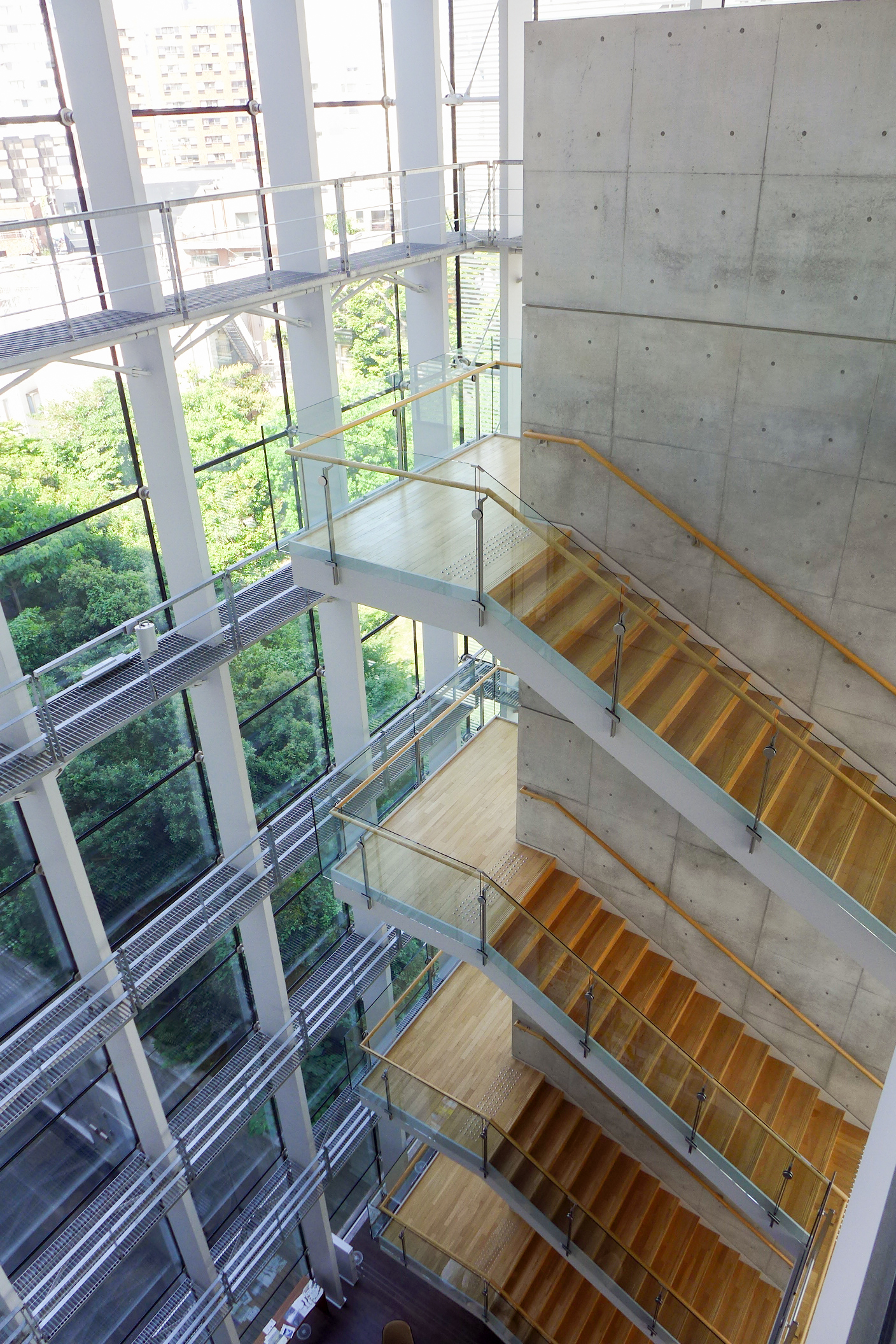
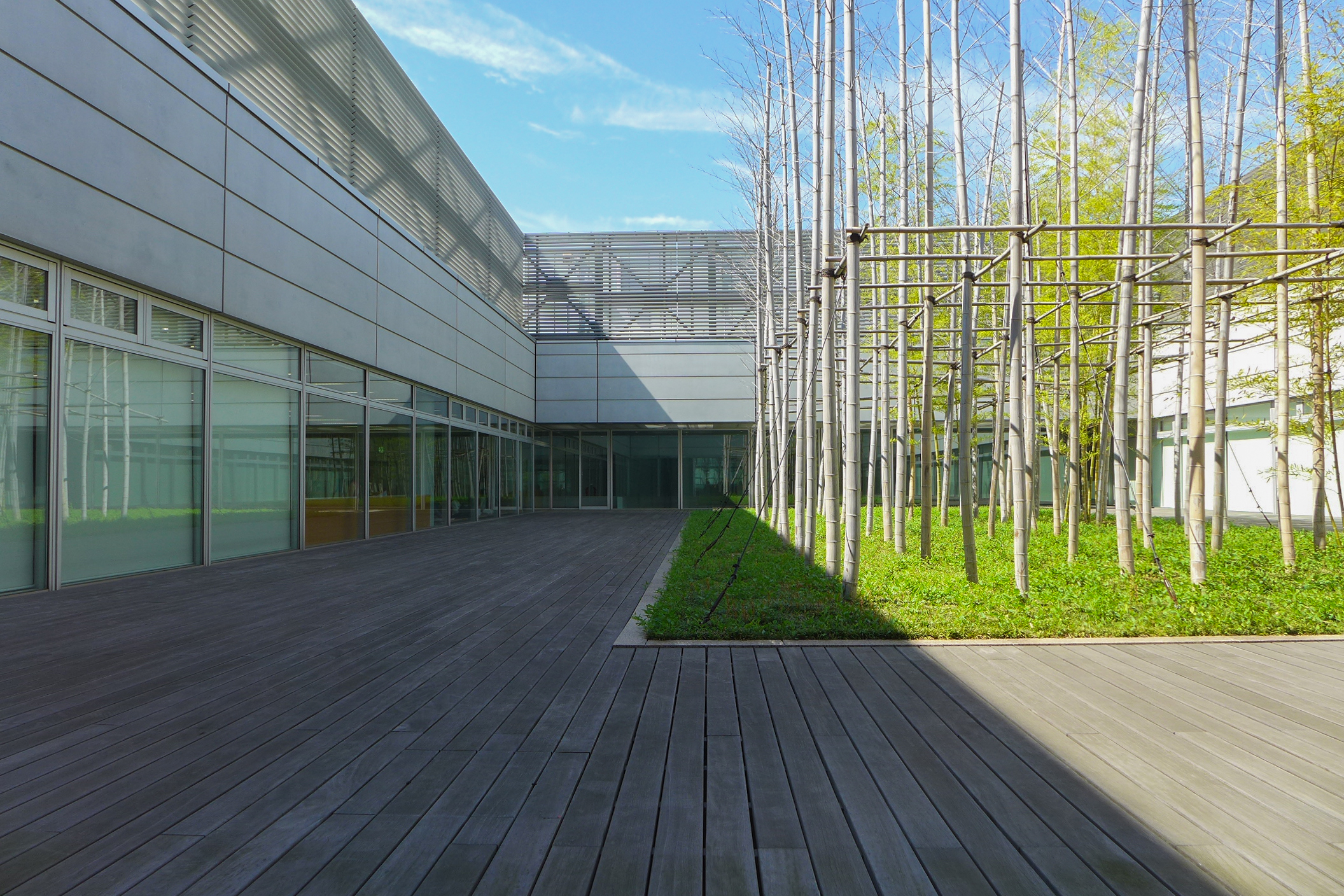
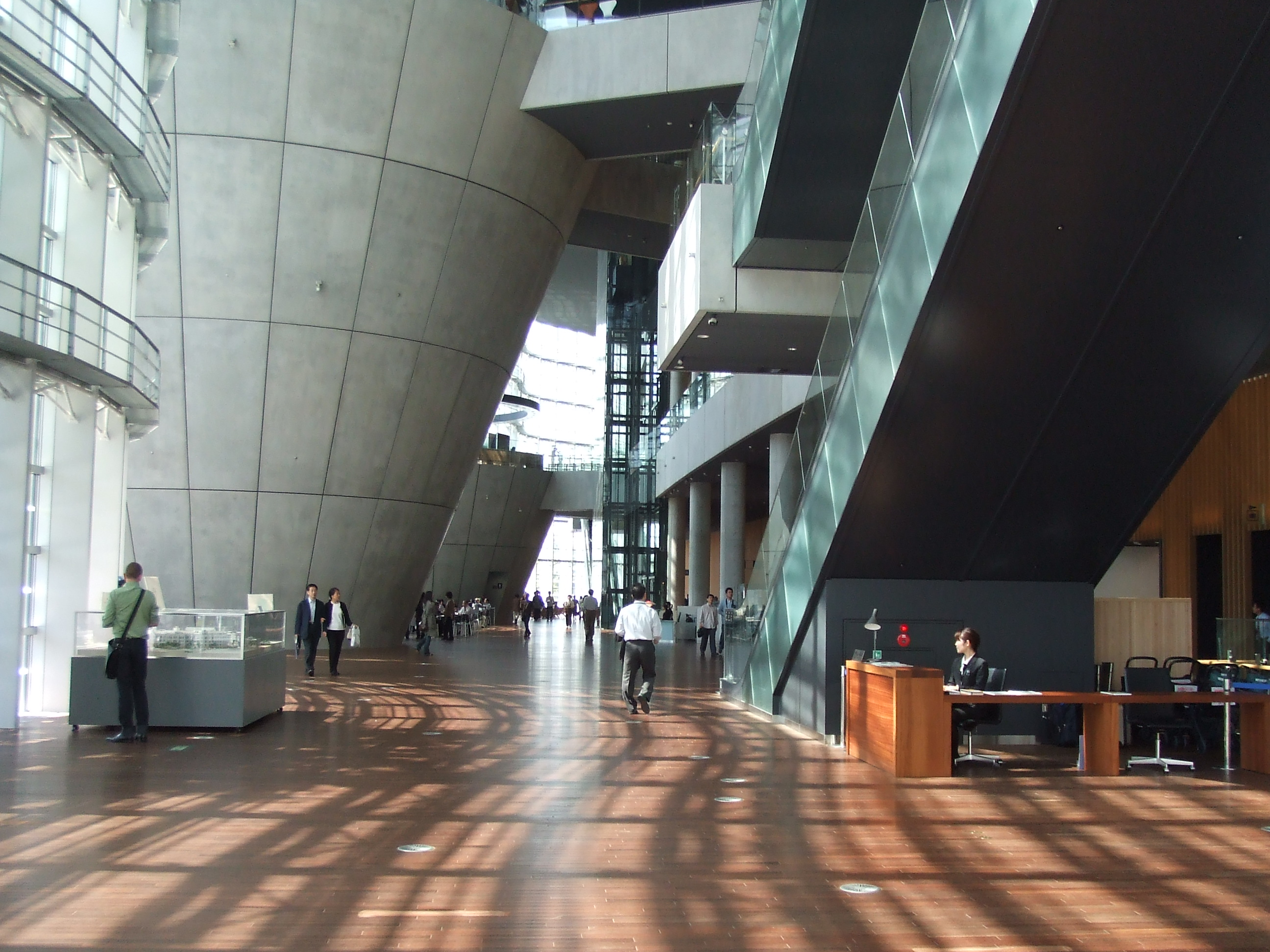